# Aiteta escalerai
Aiteta escalerai is een vlinder uit de familie visstaartjes (Nolidae). De wetenschappelijke naam van deze soort is voor het eerst geldig gepubliceerd in 1909 door Kheil.
De soort komt voor in tropisch Afrika.